# HMS Penelope (1867)
HMS Penelope var det sidste i en serie af små britiske panserskibe. Da det var mindre end Royal Navys pansrede fregatter, måtte det nøjes med at blive betegnet som pansret korvet. Penelope var kendetegnet ved sin meget beskedne dybgang. Der blev ikke givet nogen officiel forklaring på dette valg, men man har gættet på, at skibet var beregnet til tjeneste i lavvandede farvande, for eksempel i Østersøen under en konflikt med Rusland. Penelope var det sjette af foreløbigt 10 skibe med dette navn i Royal Navy. Penelope var i den græske mytologi gift med Odysseus, og hun forblev tro mod ham, selv om han i mange år var forsvundet.

## Konstruktion
Da Penelope skulle tegnes, var Royal Navys chefkonstruktør E.J. Reed blevet syg, og det blev i stedet hans næsmeste medarbejder – og svoger – Nathaniel Barnaby, der kom til at udarbejde planerne for skibet. Ønsket om lav dybgang medførte, at Penelope kom til at afvige en hel del fra sine samtidige. Der var ikke plads til én stor skrue, så i stedet fik skibet to mindre skruer med hver sit ror og sænkebrønd. På samme måde var der heller ikke plads til maskiner med to lange cylindre, så Penelope blev drevet frem af to maskiner med hver tre korte cylindre. Det gav en stabil fremdrift, men betød også at skibet brugte uforholdsmæssigt meget kul. Skibet fik en næsten flad bund, og det betød, at det "drev for vinden som en te-bakke", og bortset fra de fem-mastede skibe af Minotaur-klassen var det flådens dårligste sejler. Penelope var det jernskib i flåden, der havde mindst panser i forhold til sin tonnage (15,4 %), og som det eneste havde det ikke fået panseret ført op til kanondækket. På plussiden talte, at skibet var en særdeles stabilt i søgang, og at det havde en kraftig kanonbestykning i forhold til sin størrelse.

## Tjeneste
Ved afleveringen i juni 1868 indgik Penelope i den britiske Kanalflåde, men i juni 1869 blev hun sendt til Harwich som vagtskib. Her blev hun i 13 år, kun afbrudt af øvelser med reserveflåden, samt tjeneste i den eskadre, der blev dannet, da det trak op til krig med Rusland i 1878. De rolige tider i Harwich sluttede i 1882, da Penelope fik ordre til at forlade reserveflåden og sejle til Alexandria, hvor den britiske flåde stod over for ægyptiske landbatterier. Det fladbundede skib var selvskrevent til at indtage en position nærmest de ægyptiske forter, og Penelope affyrede i alt 231 skud mod batterierne. Selv fik skibet kun mindre skrammer, men fik dog ødelagt en af sine kanoner af en fuldtræffer. Efter Alexandria tilbragte Penelope igen fem stille år i Harwich. I 1887-88 var skibet på værft, og derefter blev det sendt til Simon's Town i Sydafrika som modtageskib (dvs. indkvartering af orlogsgaster, flydende hospital m.v.). I 1896 overvejede man et nyt eftersyn, men i stedet udgik Penelope i januar 1897 af tjeneste som krigsskib og blev et stationært fængselsskib. i 1912 blev det solgt til ophugning i Capetown.